# Championnat du monde masculin du contre-la-montre par équipes de marques
Le championnat du monde du contre-la-montre par équipes de marques masculin est une compétition de cyclisme sur route organisée par l'Union cycliste internationale entre 2012 et 2018.

## Histoire

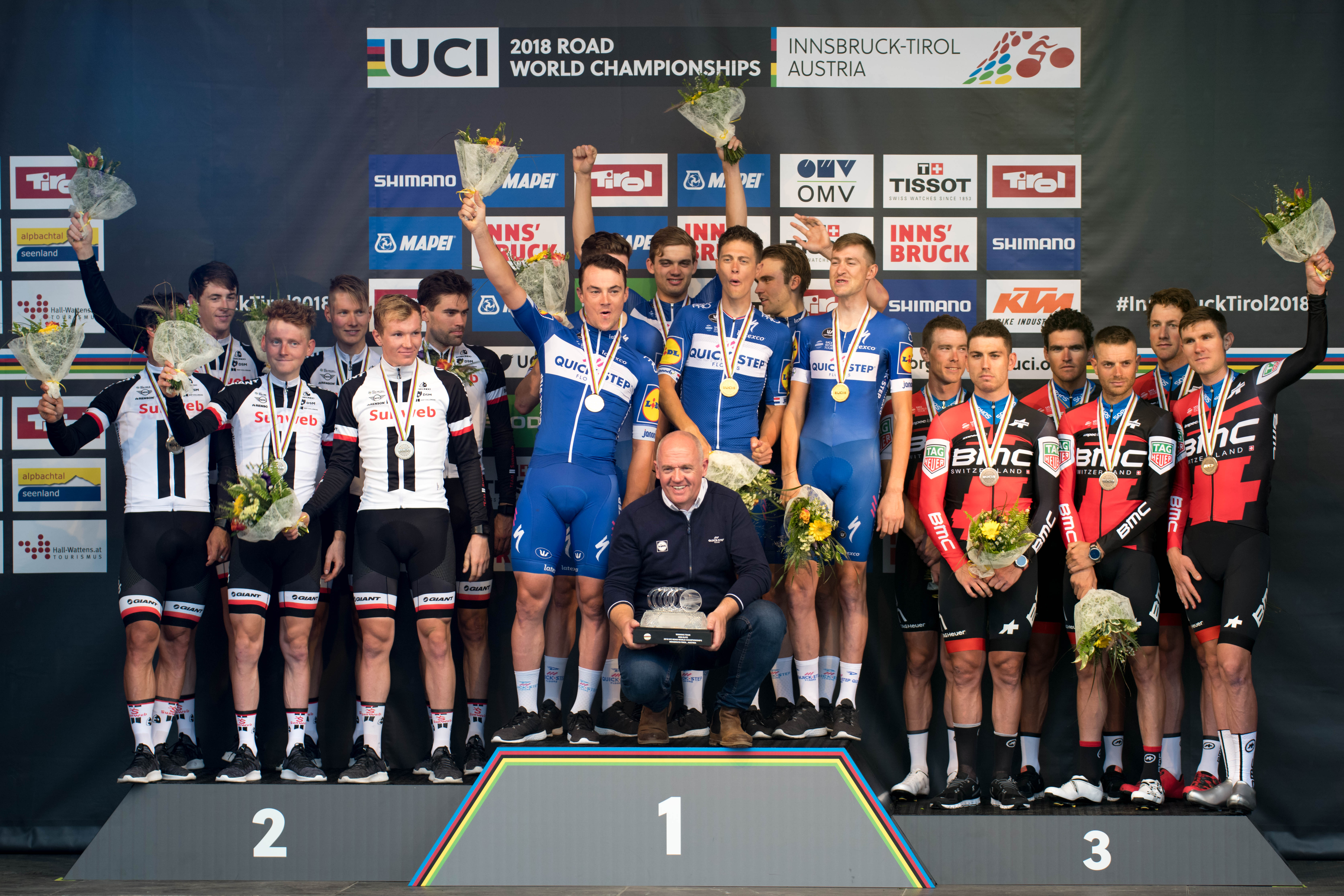
Le podium de l'édition 2018.

Précédemment un championnat du monde de cyclisme contre-la-montre par équipes organisé par l'UCI est disputé par des équipes nationales amateurs de 1962 à 1994.
À partir de 2008, l'UCI songe à la réintroduction d'une épreuve contre la montre par équipes aux Championnats du monde sur route, cette fois destinée aux professionnels. Mais la question se pose autour de la préparation des coureurs pour cette épreuve, de la sélection et la motivation de formations nationales d'un jour avec des coureurs issus de différentes équipes de marques et qui n'ont pas l'habitude de courir ensemble de manière si spécifique le reste de l'année. Finalement deux ans plus tard, la réintroduction d'une épreuve par équipes est décidée par le Conseil du cyclisme professionnel. Il est notamment décidé qu'elle soit disputée par les équipes de marques, qui contrairement aux sélections nationales ont toutes les facilités en cours de saison pour se préparer à l'évènement, et se déroule en ouverture des championnats du monde.
Cependant, maintenue au programme pendant plusieurs années, la compétition ne parvient pas à convaincre. L'aspect cosmopolite et multinational par nature d'une épreuve par équipe de marque cadre mal dans les championnats du monde par sélections nationales. La compétition reste en marge et loin du succès populaire, et ce sont les équipes elles-mêmes qui demandent la suppression de l'épreuve. L'UCI décide de la retirer des championnats après l'édition 2018,.

## Palmarès
| Année | Vainqueur | Deuxième | Troisième |
| 2012  | Omega Pharma-Quick Step | BMC Racing | Orica-GreenEDGE |
| 2012  | Tom Boonen (BEL) Sylvain Chavanel (FRA) Tony Martin (GER) Niki Terpstra (NED) Kristof Vandewalle (BEL) Peter Velits (SVK)         | Alessandro Ballan (ITA) Philippe Gilbert (BEL) Taylor Phinney (USA) Marco Pinotti (ITA) Manuel Quinziato (ITA) Tejay van Garderen (USA) | Sam Bewley (NZL) Luke Durbridge (AUS) Sebastian Langeveld (NED) Cameron Meyer (AUS) Jens Mouris (NED) Svein Tuft (CAN)                      |
| 2013  | Omega Pharma-Quick Step | Orica-GreenEDGE | Sky |
| 2013  | Sylvain Chavanel (FRA) Michał Kwiatkowski (POL) Tony Martin (GER) Niki Terpstra (NED) Kristof Vandewalle (BEL) Peter Velits (SVK) | Luke Durbridge (AUS) Michael Hepburn (AUS) Daryl Impey (RSA) Brett Lancaster (AUS) Jens Mouris (NED) Svein Tuft (CAN)                   | Edvald Boasson Hagen (NOR) Christopher Froome (GBR) Vasil Kiryienka (BLR) Richie Porte (AUS) Kanstantsin Siutsou (BLR) Geraint Thomas (GBR) |
| 2014  | BMC Racing | Orica-GreenEDGE | Omega Pharma-Quick Step |
| 2014  | Rohan Dennis (AUS) Silvan Dillier (SUI) Daniel Oss (ITA) Manuel Quinziato (ITA) Tejay van Garderen (USA) Peter Velits (SVK)       | Luke Durbridge (AUS) Michael Hepburn (AUS) Damien Howson (AUS) Brett Lancaster (AUS) Jens Mouris (NED) Svein Tuft (CAN)                 | Tom Boonen (BEL) Michał Kwiatkowski (POL) Tony Martin (GER) Pieter Serry (BEL) Niki Terpstra (NED) Julien Vermote (BEL)                     |
| 2015  | BMC Racing | Etixx-Quick Step | Movistar |
| 2015  | Rohan Dennis Silvan Dillier Stefan Küng Daniel Oss Taylor Phinney Manuel Quinziato                                                | Tom Boonen Michał Kwiatkowski Yves Lampaert Tony Martin Niki Terpstra Rigoberto Urán                                                    | Andrey Amador Jonathan Castroviejo Alex Dowsett Ion Izagirre Adriano Malori Jasha Sütterlin                                                 |
| 2016  | Etixx-Quick Step | BMC Racing | Orica-BikeExchange |
| 2016  | Bob Jungels Marcel Kittel Yves Lampaert Tony Martin Niki Terpstra Julien Vermote                                                  | Rohan Dennis Stefan Küng Daniel Oss Taylor Phinney Manuel Quinziato Joey Rosskopf                                                       | Luke Durbridge Alex Edmondson Michael Hepburn Daryl Impey Michael Matthews Svein Tuft                                                       |
| 2017  | Sunweb | BMC Racing | Sky |
| 2017  | Tom Dumoulin Lennard Kämna Wilco Kelderman Søren Kragh Andersen Michael Matthews Sam Oomen                                        | Rohan Dennis Silvan Dillier Stefan Küng Daniel Oss Miles Scotson Tejay van Garderen                                                     | Owain Doull Christopher Froome Vasil Kiryienka Michał Kwiatkowski Gianni Moscon Geraint Thomas                                              |
| 2018  | Quick-Step Floors | Sunweb | BMC Racing |
| 2018  | Kasper Asgreen Laurens De Plus Bob Jungels Yves Lampaert Maximilian Schachmann Niki Terpstra                                      | Tom Dumoulin Chad Haga Wilco Kelderman Søren Kragh Andersen Michael Matthews Sam Oomen                                                  | Patrick Bevin Damiano Caruso Rohan Dennis Stefan Küng Greg Van Avermaet Tejay van Garderen                                                  |

## Tableau des médailles

### Par équipes
| Rang  | Nation             | Or | Argent | Bronze | Total |
| ----- | ------------------ | -- | ------ | ------ | ----- |
| 1     | Quick-Step         | 4  | 1      | 1      | 6     |
| 2     | BMC Racing         | 2  | 3      | 1      | 6     |
| 3     | Sunweb             | 1  | 1      | 0      | 2     |
| 4     | Orica-BikeExchange | 0  | 2      | 2      | 4     |
| 5     | Sky                | 0  | 0      | 2      | 2     |
| 6     | Movistar           | 0  | 0      | 1      | 1     |
| Total | Total              | 7  | 7      | 7      | 21    |

### Par coureurs
| Rang | Coureur            | Pays       | Or | Argent | Bronze | Total |
| ---- | ------------------ | ---------- | -- | ------ | ------ | ----- |
| 1    | Niki Terpstra      | Pays-Bas   | 4  | 1      | 1      | 6     |
| 2    | Tony Martin        | Allemagne  | 3  | 1      | 1      | 5     |
| 3    | Peter Velits       | Slovaquie  | 3  | 0      | 0      | 3     |
| 4    | Rohan Dennis       | Australie  | 2  | 2      | 0      | 4     |
| 4    | Daniel Oss         | Italie     | 2  | 2      | 0      | 4     |
| 4    | Manuel Quinziato   | Italie     | 2  | 2      | 0      | 4     |
| 7    | Silvan Dillier     | Suisse     | 2  | 1      | 0      | 3     |
| 7    | Yves Lampaert      | Belgique   | 2  | 1      | 0      | 3     |
| 9    | Sylvain Chavanel   | France     | 2  | 0      | 0      | 2     |
| 9    | Bob Jungels        | Luxembourg | 2  | 0      | 0      | 2     |
| 9    | Kristof Vandewalle | Belgique   | 2  | 0      | 0      | 2     |